# Тврђава (ТВ серија)
Тврђава је предстојећа српска серија из 2024 године у режији Саше Хајдуковића по сценарију Мирка Стојковића и Горана Старчевића. Током 2025. године ће се емитовати на РТС 1.,,, 

## Радња
Кроз 11 епизода, пратимо животе једног заљубљеног пара, њихових рођака и пријатеља током турбулентних година у којима се догодио распад Југославије.

## Улоге
| Глумац               | Улога |
| -------------------- | ----- |
| Огњен Мићовић        |       |
| Дарија Вучко         |       |
| Љубомир Бандовић     |       |
| Никола Пејаковић     |       |
| Јово Максић          |       |
| Николина Фригановић  |       |
| Славиша Чуровић      |       |
| Слађана Зрнић        |       |
| Љубомир Николић      |       |
| Александар Стојковић |       |
| Ивана Зечевић        |       |